# Вест Елктон (Охајо)
Вест Елктон (енгл. West Elkton) град је у америчкој савезној држави Охајо.

## Демографија
По попису из 2010. године број становника је 197, што је 3 (1,5%) становника више него 2000. године.
| Група             | 2000.       | 2010.       |
| Белци             | 192 (99,0%) | 191 (97,0%) |
| Афроамериканци    | 0 (0,0%)    | 1 (0,5%)    |
| Азијати           | 0 (0,0%)    | 3 (1,5%)    |
| Хиспаноамериканци | 1 (0,5%)    | 1 (0,5%)    |
| Укупно            | 194         | 197         |